# Кривич Михайло Володимирович
Михайло Володимирович Кривич (нар. 23 червня 1995) — український футболіст, півзахисник сімферопольської «Таврії».

## Життєпис
Народився в Каховці, Херсонська область. У ДЮФЛУ виступав за «Моноліт» (Іллічівськ), ДЮСШ (Каховка) та УОР (Сімферополь).
Футбольну кар'єру розпочав 2013 року в складі «Таврії» (Нова Каховка). Потім грав за аматорські колективи «Мир» (Горностаївка) та «Авангард» (Каховка). У 2016 році повернувся до «Миру», у футболці якого на професійному рівні дебютував 8 вересня 2016 року в переможному (3:1) домашньому поєдинку 8-го туру Другої ліги проти хмельницького «Поділля». Михайлов вийшов на поле на 53-й хвилині, замінивши Юрія Комягіна. Дебютним голом на професійному рівні відзначився 29 жовтня 2016 року на 83-й хвилині переможного (2:0) домашнього поєдинку 16-го туру Другої ліги проти маріупольського «Іллічівця-2». Кривич вийшов на поле на 73-й хвилині, замінивши Євгена Кателіна. У футболці «Мира» в Другій лізі зіграв 10 матчів (1 гол) та 1 поєдинок у кубку України. У січні 2017 року залишив горностаївський клуб та перебрався в «Нікополь», у футболці якого зіграв 30 матчів (4 голи) у Другій лізі та 2 поєдинки у кубку України. Під час зимової перерви сезону 2017/18 років повернувся у «Мир». У команді провів півтора сезони, за цей час у Другій лізі провів 33 матчі (2 голи), ще 3 матчі (1 гол) провів у кубку України.
У 2019 році перейшов до «Енергії». У футболці нового клубу дебютував 27 липня 2019 року в переможному (3:1) домашньому поєдинку 1-го туру Другої ліги проти «Нікополя». Михайло вийшов на поле в стартовому складі, а на 40-й хвилині отримав червону картку. Дебютним голом за новокаховський клуб відзначився на 13-й хвилині переможного (2:1) виїзного поєдинку 4-го туру групи Б Другої ліги проти краматорського «Авангарду-2». Кривич вийшов на поле в стартовому складі, а на 59-й хвилині його замінив Владислав Вакулінський.